# Viadukt Nantua
Viadukt Nantua (francouzsky Viaduc de Nantua) je most na dálnici A40 ve Francii (která vede z města Mâcon na západě do oblasti Passy na východě), v departementu Ain. Most bezprostředně navazuje na výjezd ze 3300/3264 metrů dlouhého tunelu Chamoise, má délku 1003 metry a údolí u Nantua překračuje ve výšce až 86 metrů. Výstavba mostu i tunelu je zdokumentována ve filmu Dálnice lámající rekordy.

## Historie
Jde vlastně o dva souběžné mosty, po každém vede provoz v jednom směru. První most byl dokončen v roce 1985 a uveden do provozu v roce 1986 při otevření úseku dálnice Bourg-sud – Sylans. To znamenalo, že dálnice na tomto úseku několik let měla jen po jednom jízdním pruhu v každém směru. Toto omezení platilo nejen pro most, ale především také pro navazující tunel Chamoise, kde byl nejprve vyražen také pouze jeden (severní) tubus. Druhý souběžný most byl uveden do provozu v roce 1996, krátce po dokončení jižního tubusu tunelu, což umožnilo oddělený provoz ve dvou jízdních pruzích v každém směru po celé trase dálnice A40. 

## Popis
Bezprostředně poté, co se dálnice vynoří ze skalního masívu největším, 3300/3264 metrů (severní/jižní tubus) dlouhým tunelem Chamoise, tímto mostem překračuje rozlehlé a hluboké údolí u malé obce Nantua a říčku L'Oignin. Viadukt Nantua je dlouhý 1003 metrů a skládá se ze dvou samostatných mostů, které vedou odděleně dopravu na dálnici v obou směrech. Výška pilířů je 46 až 77 metrů, plocha mostovky je přes 11 tisíc metrů čtverečních a vede až 86 metrů nad terénem (nejvyšší most na celé dálnici A40). Výška přesahující třicetipatrovou budovu byla nutná nejen kvůli údolí, ale také proto, aby most byl ve stejné výšce v jaké vyúsťuje tunel Chamoise a na dálnici nebylo prudké klesání.
Vybudování viaduktu Nantua patřilo mezi nejsložitější stavby na celé dálnici, protože podloží v údolí je geologicky složitá a nestabilní oblast. Konstrukce každého z obou mostů má deset pilířů, spotřebovalo se na ně přibližně 5000 krychlových metrů  betonu, přičemž jejich základy o průměru pět metrů jsou vybetonovány v hloubce od čtrnácti do jednadvaceti metrů (dokud nebylo dosaženo pevné skalní podloží). Teprve na těchto základech bylo možné stavět pilíře, které jsou duté, aby měly větší tuhost a dobře absorbovaly pohyb mostovky při silném větru. Nejsložitější byla situace hned u prvního pilíře, protože v místě bylo mimořádně nestabilní štěrkové podloží a nešlo postavit ani lešení. Nakonec zde bylo nutné zvolit řešení, které bylo ve Francii použito poprvé. Jeden konec mostu byl ukotven protiváhou v tunelu, pro kterou bylo nutno vyhloubit obří jeskyni o rozměrech 18 × 10 × 30 metrů pro masivní betonový blok.

## DokumentDálnice lámající rekordy
Výstavba dálnice A40, zejména právě viaduktu Nantua, navazujícího tunelu Chamoise a rovněž viaduktu Sylans, tvoří významnou část francouzského dokumentárního filmu Dálnice lámající rekordy, francouzský název (Le génie français:) Les Routes de tous les records, režie Alex Gary. Česká televize dokument odvysílala v květnu 2025 jako součást cyklu dokumentů pod alternativním českým názvem Francouzské megaprojekty: Dálnice, a do 4. června 2025 je dostupný také v iVysílání.

## Další stavby na A40
Na viadukt Nantua navazuje viadukt Neyrolles, který je dlouhý 782 metrů a vysoký  čtrnáct metrů. Několik set metrů od něj se na dálnici A40 nachází 214 metrů dlouhý viadukt Glacières, za ním následuje 1266 metrů dlouhý viadukt Sylans, 542 metrů dlouhý viadukt Charix, 194 metrů v jednom a 130 metrů v opačném směru dálnice dlouhý viadukt Lalleyriat, a 439 metrů dlouhý viadukt Frébuge. Dále, stále směrem k Annemasse, se nachází 320 metrů dlouhý viadukt Tacon, jeho pilíře jsou vysoké až 42 metrů. Viadukt Châtillon má délku 222 metrů v jednom a 195 metrů v opačném směru (výška až dvacet metrů) a navazuje na něj tunel Châtillon. Následuje 1050 metrů dlouhý viadukt u Bellegarde-sur-Valserine, jehož nejvyšší bod je 70 metrů nad hladinou řeky Rhôny (druhý nejvyšší most na dálnici A40).

## Fotogalerie

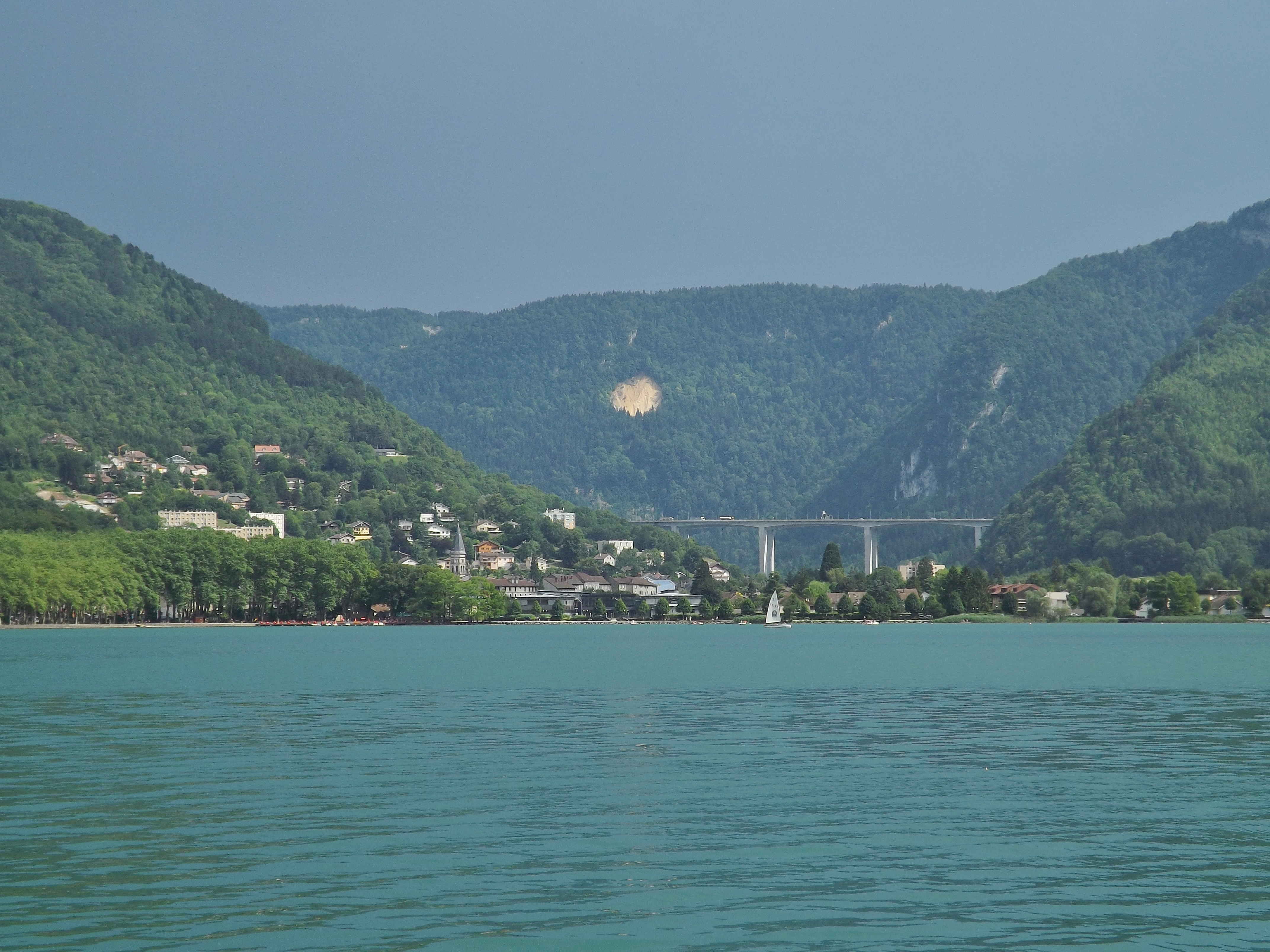
Pohled na celé údolí s jezerem Nantua a mostem v pozadí.
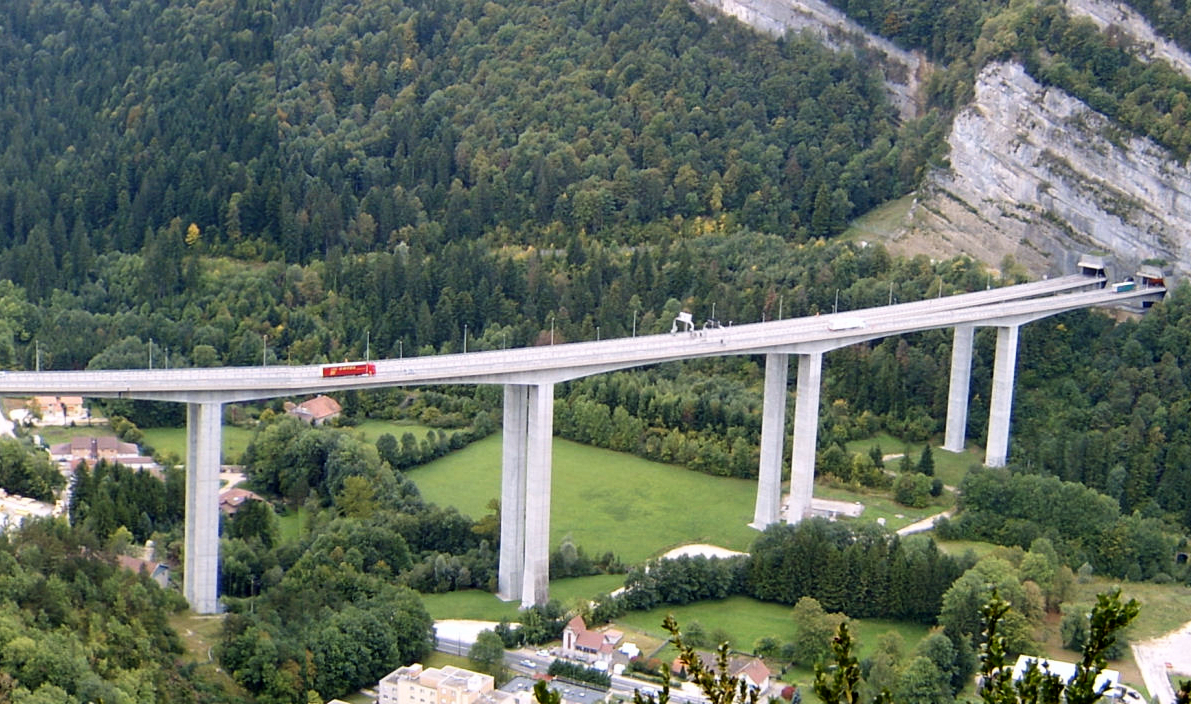
Část mostu, vpravo dobře vidět výjezdy z tunelu Chamoise.
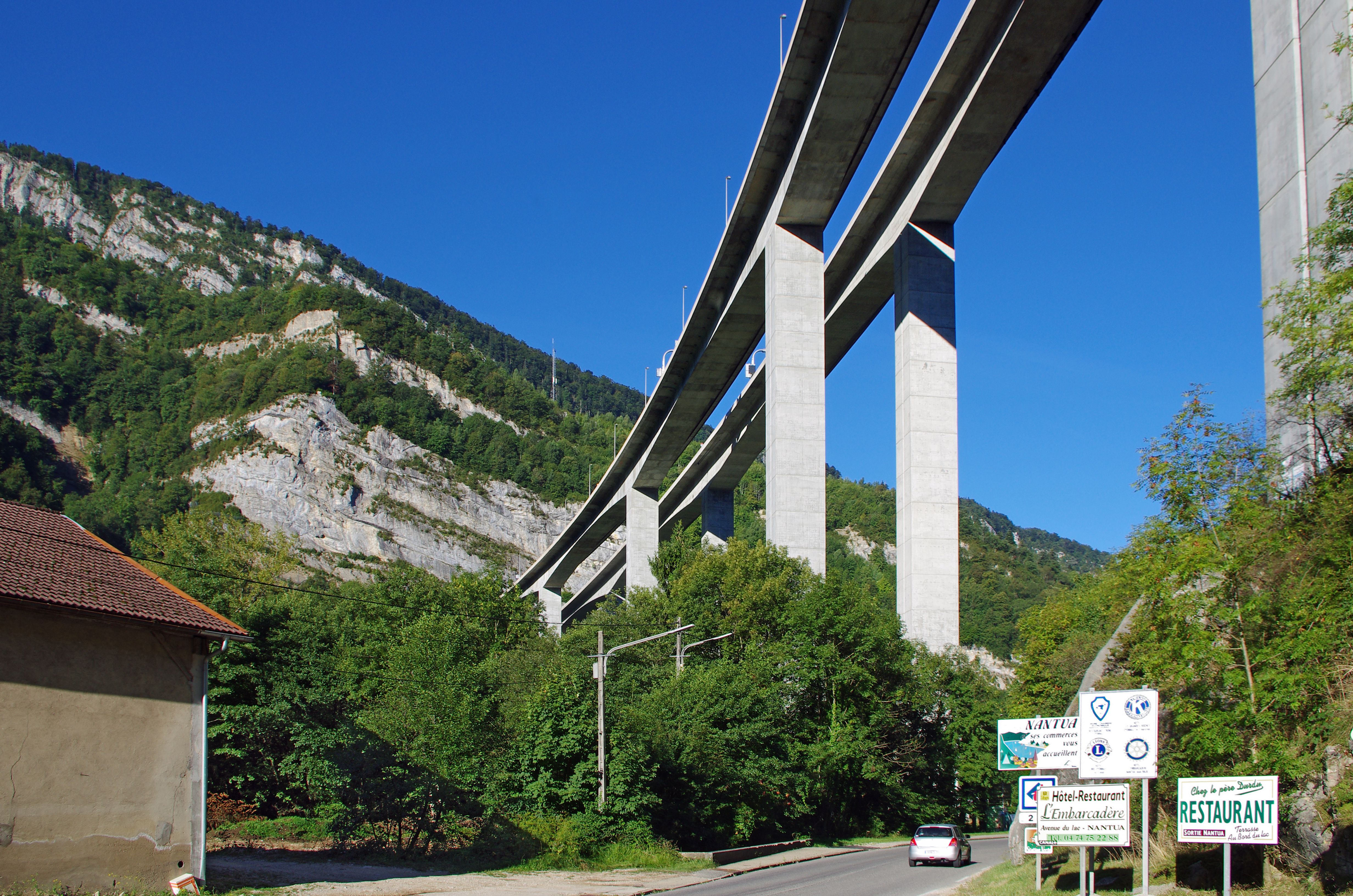
Pohled z místní komunikace pod tunelem.
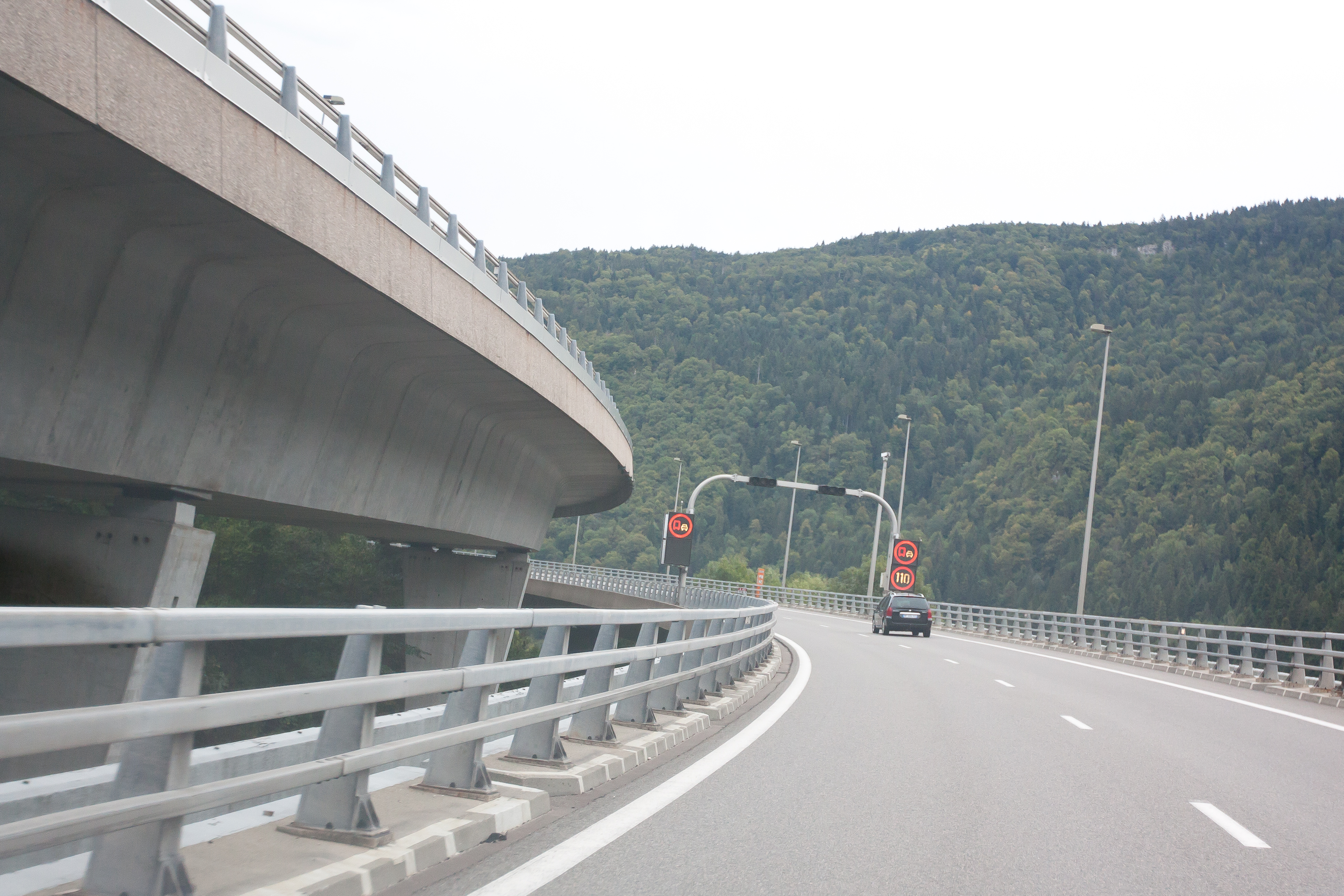
Pohledu z vozovky jižního mostu na severní (směr Mâcon-Ženeva).